# Río Kishket
El Kishket o Kishkit (en ruso: Кишкет, Кишкит) es un río del Gran Cáucaso en el distrito de Zelenchuk de la república de Karacháyevo-Cherkesia del sur de Rusia. Es un afluente del río Aksaút, uno de los componentes del Mali Zelenchuk, que desemboca en el río Kubán.
En su desembocadura se halla el centro turístico Aksaút.

## Curso
Nace en los glaciares de la vertiente norte del pico Kinguir-Chad, con el Orta-Guidam al este, el curso del río baja por un valle de alta montaña por 16.5 km en dirección predominantemente norte hasta la orilla derecha del Aksaút en su curso medio.
Su principal afluente es el Mali Kishket (derecha), en su curso bajo, cuyo recorrido se extiende unos 6 km hacia las sierras del este.